# Forgaria nel Friuli
Forgaria nel Friuli (friuliska Forgjarie) är en kommun i regionen Friuli-Venezia Giulia i Italien och tillhörde tidigare även provinsen Udine som upphörde 2018. Kommunen hade 1 745 invånare (2018).